# Rineke Dijkstra
Rineke Dijkstra   (Sittard, 2 de juny de 1959) és una fotògrafa neerlandesa. Ha guanyat diversos premis, entre ells l'Honorary Fellowship del Royal Photographic Society, el Premi Hasselblad i el Deutsche Börse Photography Foundation Prize.
Ha realitzat diverses exposicions a l'Institut d'Art Contemporani de Boston, (2001); al Solomon R. Guggenheim de Nova York (2002), o a la Tate Modern Gallery de Londres (2003). El 2005 va realitzar una exposició monogràfica al museu CaixaForum Barcelona.
Entre les seves obres destaquen els reportatges sobre la identitat dels joves i els adolescents, els rituals d'iniciació i les seves formes d'expressió. La seva obra The Buzzclub fotografià joves en discoteques, i Israel Portraits (2001) retratà joves israelians just abans de començar el servei militar obligatori al seu país.

## Educació
Dijkstra va formar-se com a fotògrafa a la Gerrit Rietveld Academie d'Amsterdam entre 1981 i 1986.

## Premis
- 1987: Premi Kodak Nederland.[3]
- 1993: Art Encouragement Award Amstelveen (Kunstaanmoedigingsprijs).[3]
- 1994: Premi Werner Mantz.[3]
- 1999: Premi de fotografia Citibank[3] (actualment Deutsche Börse Photography Prize).
- 2002/2003: Wexner Center Residency Award.[4]
- 2011: Doctorat Honoris Causa al Royal College of Art.[5]
- 2012: Honorary Fellowship of the Royal Photographic Society.[6]
- 2017: Premi Hassleblad.[7]